# John Woolfe
John Woolfe (23 de marzo de 1937, Londres - 14 de junio de 1969, Le Mans) fue un piloto automovilista Inglés. Murió en la XXXVII edición de las 24 Horas de Le Mans al estrellar su imponente Porsche 917 Nº 10 en la zona que sigue a la “Ese” de Maison-Blanche, en el circuito de la Sarthe, cuando recorría la primera vuelta de la carrera el sábado 14 de junio de 1969.

## Muerte
El auto explotó de inmediato. Tras él, el Ferrari 312P Nº 19 de Chris Amon reventó sus neumáticos al pasar sobre los restos y se incendió a su vez, pero Amon escapó ileso, aunque muy impresionado. Él mismo lo cuenta así: “Abordaba Maison-Blanche tras el 917 de Woolfe cuando éste, casi a la salida, se ha atravesado. Sin recuperar la línea, se ha estrellado contra el talud de la izquierda. Una explosión y he dejado de ver la carretera; mi coche ha chocado con algo y me he visto envuelto en llamas. He conseguido parar un poco más lejos y salir del cockpit sin la menor quemadura."
El Ferrari de Amon había chocado con el depósito de combustible del Porsche, que, tras estrellarse contra el parapeto de la izquierda y explotar, se desguazó, y parte del chasis volvió a la pista. Lo mismo le ocurrió a su infortunado piloto, quien, eyectado, apareció en el margen derecho de la misma. En el siniestro, también resultaron afectados el Ford GT40 Alan Mann n.º 9 de Frank Gardner y Malcolm Guthrie y el Alpine A220/69-Renault Gordini V8 3 L Nº 29 de Jean-Pierre Jabouille y Patrick Depailler.
Esta era la segunda participación en las 24 Horas de Le Mans del equipo John Woolfe Racing, con sus colores azul y amarillo. John Woolfe, de 32 años de edad, había empezado a competir cinco años antes con un Jaguar E-type, sustituyéndolo en 1965 por un Shelby AC Cobra-Ford 427, al que siguió un Chevron B12-Repco V8 (con el que fue 8º en Karlskoga 1968), un BRM 3 L, dos Lola T70-Chevrolet (el SL 102 y el SL 146, que era coche de reserva en Le Mans 1969) y un McLaren M6 GT-Chevrolet 5 l (V8 central, 102,1 x 76,2 mm, 4.990 cm³, 430 HP, caja ZF de 5 velocidades, 800 kg y 15.000 $), con el que pensaba participar en la carrera fatal para él (secundado por el propio Bruce McLaren), pero su homologación en grupo 4 no acababa de llegar. [Y con razón: sólo se construyeron 3 ejemplares del bonito GT.]
Ante esa contrariedad, el adinerado Woolfe adquirió de inmediato el primer 917 vendido a un cliente. En efecto, dado que, según el reglamento, el modelo debía ser producido en, al menos, 25 unidades para conseguir su homologación como sport grupo 4, la fábrica aliviaba costos facilitando los ejemplares sobrantes a particulares. El accidente suscitó una fuerte polémica sobre la licitud de entregar a equipos privados, sin la suficiente experiencia, máquinas de unos 550 HP y 800 kg, capaces de velocidades superiores a 340 km/h; y, más aún, cuando su precaria estabilidad exigía las manos de un profesional consumado. (El experimentado y arrojado Joseph Siffert había desechado correr con el nuevo 917, eligiendo un 908 spyder con menos posibilidades teóricas.)
Woolfe sólo había cubierto 6 vueltas en los ensayos; su tiempo, 3 min 35,8 s (224,7 km/h), era el 9º, 13 s más lento que el de Stommelen, al volante del 917 oficial Nº 14. Sin embargo, John Woolfe ya sabía lo que era llevar autos de semejante relación peso/potencia, y su co-équipier era el veterano especialista en Porsche Herbert Linge (vencedor de clase en la Targa Florio, Le Mans y Sebring, 5º con P. Falk en el terrible Monte-Carlo de 1965). 
Estaba previsto que fuera Digby Martland, pero éste (que ya había respaldado a John en la edición de 1968 sobre el prototipo Chevron B12-Repco 640 V8 3 l), al no poder practicar lo suficiente con el Porsche 917 y encontrándolo muy potente y delicado de conducir (hizo un trompo en Mulsanne a más de 300 km/h), prefirió no forzar su talento tomando riesgos excesivos y cedió su lugar a Linge.
El 917 había debutado en carrera apenas dos semanas antes, en los 1.000 km de Nürburgring, aunque todos los pilotos oficiales de la marca (Siffert, Redman, Stommelen, Herrmann, Elford, Ahrens, Lins, Attwood, Kauhsen, VonWendt, Mitter, Schutz, Koch, Dechent) llevaron los viejos 908 y 907. El único 917 se confió a la pareja Hubert Hanne/Dieter Quester, pero (oficialmente, al menos) la BMW, marca para la que trabajaban, les prohibió la participación; Rico Steineman, entonces, recurrió a dos valientes "mercenarios", David Piper y Frank Gardner, que lograron llevar el nuevo grupo 4 n.º 61 al 8º puesto en la general y al 3º de grupo. El chasis del primitivo 917 flexaba demasiado. Conscientes de ello, los ingenieros de Porsche llenaban los tubos del mismo con gas a presión, situando un enorme manómetro frente al conductor, que debía detenerse si la aguja bajaba al cero: significaba que el bastidor se había partido en algún punto.
El impresionante Shelby Cobra que Woolfe había utilizado a partir de 1965, de chasis n.º CSX 3167 y matrícula GTM777P, fue un coche legendario. De color negro, era el primer Cobra 427 light weight con conducción a la derecha. Probado por la revista "Motor", había acelerado de 0 a 100 km/h en 4,2 s, y de 0 a 160 km/h en 9,8 s. 
Estos tiempos no fueron batidos en tres lustros por ningún otro auto de calle de motor delantero; y cuando lo intentó un Lola T70 (con motor central Can-Am de 8,1 L y caja de cambios de 5 marchas) tampoco lo consiguió, a pesar de su mejor aerodinámica y reparto de pesos. En 1979, el GTM777P se ofrecía por 35.000 libras esterlinas.
Entre paréntesis y para que nos hagamos una idea cabal de lo que significaban aquellas marcas en 1965, habría que señalar que la publicación "Road & Track Specials" ya había obtenido 4,2 s con un Shelby AC Cobra-Ford pequeño, de 260 ci, y "Car & Driver" logró un 4,3 s con un 427 normal, por lo que la cifra de "Motor" con el light weight quizá podría haber sido rebajada en mejores condiciones de adherencia y humedad ambiental. Y que cuarenta años más tarde, el soberbio BMW M6 aparecido en 2005, que disponía de un V10 de 5 litros y 507 HP a 7.750 rpm, tardaba 4,6 s en pasar de 0 a 100 km/h; el Audi RS4 de 2006 (V8 4,2 l de 420 HP a 8.000 R/mn) empleaba 4,8 s en alcanzar la misma velocidad, mientras que el no menos magnífico Mercedes-Benz SL 600 de 2006, con su V12 de 5,5 L y 517 HP a 6.100 R/mn, tardaba 4,5 s. Habría que esperar a la versión especial SL 65 AMG para igualar la cifra del Cobra 427: de 0 a 100 km/h en 4,2 s. Pero el SL 65 AMG, con su V12 de 6 L y 612 HP a 6.100 rpm no era un espartano roadster deportivo, sino un cabriolet de lujo cuyos 2.120 kg de peso en vacío ponían de manifiesto su elevado nivel de equipamiento y confort. 
Otro monstruo de la misma especie, el Mercedes-Benz CLS V12 con preparación Brabus Rocket –un V12 biturbo de 730 HP- no mejoraba las anteriores cifras en 2006: de 0 a 100 km/h en 4,3 s.
Ahora superado por un Walley Larson LE1 Groundfighter de 2000 HP, cuya velocidad máxima es de 490 km/h, aceleración de 0 a 100 en 2,2 s.
Con este antecedente y sintiéndose dominado por la fascinación de la aceleración, en 1967 Woolfe se interesó por los dragsters, cuyo desarrollo en Gran Bretaña se encontraba muchas millas por detrás del de Estados Unidos (a pesar de los esfuerzos de Sydney Allard), y utilizó uno de sus motores Cobra Ford 427 para disputar una prueba en Santa Pod. La temporada siguiente ya disponía de un dragster de clase B, dotado de un V8 Chevrolet L88 7 L que entregaba 1.200 HP en categoría gas (gasolina) y 1.600 HP en clase fuel, además de un slingshot bimotor (2 V8 Chevrolet 4,7 l), a los que se unía un Chevron-Brabham V8 Repco muy especial (poseedor del récord del ciircuito de Club en Silverstone, 58,8 s
El conjunto de dragsters de la John Woolfe Racing se transportaba en un camión Fiat que no era sino el que Lance Reventlow había utilizado para pasear sus Scarab de fórmula 1 unas temporadas antes.
Treinta años después de su creación, el John Woolfe Racing, (integrado en el Woolfe Race Group, con base en Bedford) pervivía, dedicado a la comercialización de vehículos y repuestos americanos en el Reino Unido y patrocinando el American Auto Club UK, así como acontecimientos deportivos del tipo del All UK American Clubs Rally (celebrado en septiembre de 1998). Pero aquí, a tantos años de distancia, queremos rendir un tributo a John Wollfe, gentleman driver. Y no tanto por lo brillante de su palmarés sino porque, al llevar a fondo una bestia inconducible (como era el primitivo Porsche 917), demostró un valor descomunal que nadie estaba en condiciones de exigirle. No es el mismo caso que Dave MacDonald o Jo Schlesser, a quienes su profesionalidad forzaba a marchar a todo gas hacia la muerte. A John Woolfe nada le obligaba. Sólo la propia estimación, el afán de superación personal le llevó a arrostrar un riesgo inconmensurable, a pujar en una apuesta imposible de ganar.